# مهمان زمستانی
مهمان زمستانی (به انگلیسی: The Winter Guest) فیلمی محصول سال ۱۹۹۷ و به کارگردانی مل اسمیت است. در این فیلم بازیگرانی همچون فیلیدا لاو، اما تامپسون، شیلا رید، ساندرا وو، آرلین کوکبام، گری هالیوود، شان بیگرستف و داگلاس مورفی ایفای نقش کرده‌اند.